# Prognostický ústav
Prognostický ústav Československé akademie věd byl založen v dubnu roku 1984 jako Kabinet prognóz ČSAV. V letech 1986 – 1993 existoval jako specializovaný odborný ústav, který byl součástí Československé akademie věd (ČSAV), tehdy nejvýznamnější československé vědecké instituce, na kterou navázala v České republice Akademie věd České republiky (AVČR) a na Slovensku Slovenská akademie věd. Pokračovatelem PÚ ČSAV je na Slovensku Prognostický ústav Slovenské akademie věd (PÚ SAV) založený 1. ledna 1989, v Česku se prognózováním zabývá např. Centrum pro sociální a ekonomické strategie, Kabinet pro studium vědy, techniky a společnosti Filosofického ústavu AV ČR, Centrum globálních studií nebo Centrum pro teoretická studia.

## Vznik ústavu, organizační struktura a výzkumné cíle
Vznikl roku 1984 jako „Kabinet prognóz ČSAV“ na základě usnesení vlády ČSSR č. 10/1983. Jeho členové byli cíleně vybraní odborníci, kteří měli formulovat prognózy, tedy matematicky podložené odhady budoucího vývoje společnosti a především ekonomiky.

## Nejasnosti o skutečném poslání a spekulace
Velmi četné zastoupení bývalých prognostiků ve veřejném a politickém životě v těch nejvyšších funkcích postkomunistického vývoje může vyvolávat dojem o velkém vlivu tohoto ústavu v politickém a ekonomickém směřování Československa a později ČR. Členové zastávali a zastávají vlivné funkce v politických stranách celého parlamentního politického spektra, funkce ministrů, premiérů a prezidentů. Tento zdánlivý úspěch prognostiků však může být vysvětlen úzkou spoluprací se skupinou kolem Václava Havla a později Občanského fóra, kde v probíhající sametové revoluci chyběli odborníci na ekonomii.
Během let se objevovaly spekulace, že za založením stála KGB, to však Ivo Kaderka, svého času nejmladší člen týmu zaměstnanců Prognostického ústavu ČSAV, důrazně odmítl.

## Dokumentace a publikační činnost
Provozní písemnosti a korespondence Prognostického ústavu jsou uloženy v Masarykově ústavu a Archivu AV ČR, v. v. i. Fond je nezpracovaný a nepřístupný a jeho úplnost proto nelze ověřit. Rozsah fondu je 61 kusů (4,87 bm) kartonů, úředních knih, rukopisů a podacích protokolů.[zdroj?]
Na stránkách Masarykova ústavu a Archivu AV ČR, v. v. i., se uvádí:
Prognostický ústav ČSAV [CSAS Institute of Prognosis]
- Časový rozsah dokumentů: 1984–1993
- Rozsah a druh dokumentů: 37 kartonů, 24 knih
- Časový rozsah existence původce: 1984–1993
- Vznik a zaměření: Vznikl jako Kabinet prognóz ČSAV, r. 1986 přejmenován na uvedený název. Zrušen ve spojitosti s transformací Akademie. Výzkum objektivních procesů, celkových souvislostí a tendencí ekonomiky, společnosti a různých oborů.
- Charakteristika obsahu: Písemnosti o vzniku, vývoji a organizaci ústavu, o vědecké výchově pracovníků, personální politice, dokumenty o vědeckých úkolech a o ediční činnosti pracovníků, plány vědecké práce a jejich plnění.
- Způsob zpracování (pomůcka): Rozděleno do hlavních skupin.[6]

Odborný výstup Prognostického ústavu je částečně evidován Knihovnou AV ČR, jedná se ale pouze o práce z polistopadového období. Odbornou činnost Prognostického ústavu před listopadem 1989 nelze nijak dokumentovat. Systém AV ČR pro evidenci vědecké práce ASEP ještě nejpozději v roce 2008 uváděl Prognostický ústav jako samostatně prohledávanou jednotku, avšak bez jediné evidované publikace.[zdroj?] Databáze Národní knihovny ČR uvádí, že po zrušení Prognostického ústavu jeho fond převzaly Knihovna AV ČR a Národohospodářský ústav AV ČR. Ačkoliv knihovna CERGE-EI (dnes CERGE-EI knihovna Jana Kmenty) mezi svými speciálními archivními sbírkami uvádí i fond bývalého Ekonomického ústavu ČSAV, stejným způsobem získaný fond Prognostického ústavu neuvádí.
Jednou z mála známých předlistopadových publikací a patrně klíčovou a nejvýznamnější publikací Prognostického ústavu vůbec je dokument "Souhrnná prognóza ČSSR do roku 2010"[zdroj?] vydaná Prognostickým ústavem v roce 1988 s uvedeným autorstvím "Valtr Komárek a kolektiv", přičemž složení kolektivu nebylo nikdy zveřejněno. Přesto, že byl dokument vypracován na přímou objednávku a pouze pro interní potřebu ÚV KSČ, diskutovalo se o něm i na tehdejších neoficiálních ekonomických seminářích a jeho kopie se údajně dostaly i mezi disent, protože nebyl problém je získat. Převratnost tohoto materiálu měla spočívat v tom, že to bylo poprvé, kdy byl stranický a státní aparát ČSSR oficiálně informován o zaostalosti a úpadku československé socialistické ekonomiky a společnosti. Dokument je dodnes nedostupný jako knižní tisk, ale řada exemplářů (interní tisk Prognostického ústavu) se dostala na humanitní fakulty a další pracoviště.[zdroj?]

## Historie v datech
Datum vzniku:  1. 4. 1984 (jako Kabinet prognóz ČSAV; pod názvem Prognostický ústav ČSAV od roku 1986)

Datum zániku: 14. 10. 1993

## Organizace v datech
- Název: PROGNOSTICKÝ ÚSTAV ČSAV
- Sídlo: Praha 1, Opletalova 19, PSČ 110 00
- Identifikační číslo: 00128554
- Právní forma: Rozpočtová organizace
- Institucionální sektor: Ústřední vládní instituce
- Počet zaměstnanců: 25–49 zaměstnanců

## Členové (neúplný seznam, abecedně)
- Vladimír Dlouhý
- Karel Dyba
- Zdeněk Hrubý
- Tomáš Ježek
- Zdeněk Jirků
- Václav Klaus
- Karel Köcher – československý špion
- Valtr Komárek – vedoucí ústavu
- Josef Kreuter
- Jan Mládek
- Miloslav Ransdorf
- Vladimír Rudlovčák
- Adolf Suk
- Jaroslav Šedivý
- Jindřich Srovnal – filosof
- Růžena Vintrová – zástupkyně ředitele (1984–1993)
- Jaroslav Vostatek
- Miloš Zeman (pracoval do listopadu 1989 jako prognostik v jiných organizacích, v Prognostickém ústavu působil v letech 1990–1993)